# Chico Niedzielski
Chico Niedzielski (Catanduva, 1953) é um escultor brasileiro. Autodidata no campo das artes, pratica arte Mahikari e Meditação Transcendental.
Suas obras são inspiradas principalmente pela Geometria Sagrada  e estão alinhadas com a tendência da Escultura do Brasil contemporânea de apresentar soluções sempre novas que se adaptam à evolução da arte e da sociedade.
Seu trabalho está em locais de destaque como diversas unidades do SENAC, unidades do SESC, além do Centro de Processamento de Dados do Itaú e de prédios comerciais como o Hospital Israelita Albert Einstein, o hotel Nacional Inn em São José dos Campos e a unidade do Banco Bradesco Prime na Avenida Faria Lima em São Paulo.
As Esculturas de Chico Niedzielski impressionam pelo tamanho, sendo que a obra "Criador e Criação", com 80 toneladas de aço é a maior de Sorocaba, SP.
Consideradas Esculturas Monumentais, o trabalho de Chico é admirado por empresários, arquitetos e intelectuais como Marilena Chauí  e motivou o livro que registra parte de suas obras.